# Karang Marga
Karang Marga is een bestuurslaag in het regentschap Ogan Komering Ulu van de provincie Zuid-Sumatra, Indonesië. Karang Marga telt 1556 inwoners (volkstelling 2010).